# Kartierung (Geowissenschaften)
Die Kartierung ist in den Geowissenschaften die raumbezogene Erfassung von geologischen, bodenkundlichen, ingenieurgeologischen oder anderen geowissenschaftlichen Daten im Gelände. Grundlage dieser Arbeiten ist eine genaue topografische Karte, die als Basiskarte dienen kann. Spezielle Fragestellungen oder das Arbeiten in wenig erschlossenen Gebieten erfordern eine vorhergehende Geländeaufnahme, bei der die Geodäsie bzw. Topografie die Kartierung unterstützen.

## Beispiele
- Bodenkartierung, zur Erstellung von Bodenkarten
- Kartierung (Ökologie),  Inventarisierung an Landschaften und Arten
- Biotopkartierung, für die Kartierung von Biotopen im Naturschutz
- Vegetationskartierung, zur kartographischen Abbildung der Vegetationverteilung
- Rasterkartierung, eine spezielle Methode der Datenerfassung in der Biologie
- Phosphatkartierung, insbesondere in der Siedlungsarchäologie
- Lärmkartierung zur kartographischen Abbildung von Lärmeinwirkungen
- Weißflächenkartierung, ein Verfahren zur Standortplanung

### Geologie
Bei einer geologischen Kartierung wird die Beschaffenheit des gegebenenfalls von einem Boden überdeckten anstehenden Gesteins im Kartiergebiet systematisch so vollständig wie möglich erfasst. Als Datenquellen dienen idealerweise größere natürliche und künstliche Tagesaufschlüsse, vom Kartierenden selbst angelegte kleine Schürfe sowie, vor allem in relativ stark verebnetem Gelände, auch Lesesteine, Gesteinsfragmente im Wurzelwerk entwurzelter Bäume und händisch gezogene Bohrkerne (in Ausnahmefällen auch Rammkernsondierungen). Während der Geländearbeit wird neben der Gesteinsansprache, dem Einmessen der Gefügewerte (vgl. Streichen und Fallen) und/oder der Profilaufnahme an den Aufschluss-, Fund- bzw. Beprobungspunkten unter anderem versucht, markante Schichten (vgl. Bank (Stratigraphie), Leithorizont) oder markante Wechsel in der Gesteinsbeschaffenheit (Lithologiewechsel), die oft gleichbedeutend mit der Grenze (dem Kontakt) zweier Formationen sind, im Gelände zu verfolgen. Diesbezüglich können Rückschlüsse aus der Präsenz von morphologischen (z. B. Geländestufen), hydrologischen (z. B. Quellaustritte) und botanischen (z. B. abrupte Wechsel in der lokalen Flora) Auffälligkeiten gezogen werden. Geologische Daten aus dem tieferen Untergrund, die u. a. für das Verständnis der Tektonik eines Kartiergebietes von großem Nutzen sind, insbesondere in Grundgebirgsprovinzen oder jungen Faltengebirgen, können ggf. durch die Befahrung von Bergwerken, die Untersuchung von Bohrkernen von Tiefbohrungen oder durch geophysikalische Methoden wie Seismik gewonnen werden. Die fertige geologische Karte ist eine Synthese aller während der Kartierarbeiten aufgenommenen Daten, wobei diese Daten teils im Kontext gängiger Lehrmeinungen interpretiert und naturgemäß unvermeidliche Lücken im Datenbestand interpoliert wurden.
Kartengrundlage für eine geologische Kartierung und auch anderer Kartierformen ist meist eine großmaßstäbige topographische Karte des zu kartierenden Gebietes. Existieren bereits veröffentlichte großmaßstäbige geologische Karten dieses Gebietes, was für Regionen in Industrieländern den Regelfall darstellt, können diese als (stets zu hinterfragende) Orientierungshilfe dienen.

### Bodenkunde
Die bodenkundliche Kartierung erfolgt zunächst anhand geologischer und biologischer Hinweise, weshalb sie eine integrative Kartierungsmethode darstellt und die Vorgehensweise anderer Kartierungsarten mit einbezieht. Da die Anlage von Schürfgruben (offene Bodenprofile) genehmigungspflichtig und sehr aufwändig ist, bleibt deren Zahl im Rahmen einer Kartierung meist sehr gering. Eine Einordnung (Ansprache) biologischer und geologischer Merkmale zusammen mit einer Analyse der Humus-Auflage ermöglichen jedoch bereits eine recht präzise bodenkundliche Identifizierung des vorliegenden Bodens. Weitere Erkundungsmöglichkeiten sind durch Verfahren wie zum Beispiel eine Rammkernsondierung gegeben.

### Siedlungsarchäologie
Eine in der Siedlungsarchäologie eingesetzte Technik ist die Phosphatkartierung. Dabei werden die Phosphatgehalte des Bodens kartiert. Menschliche Nutzungen von Flächen, wie Wohnen, Ackerbau, Viehzucht verursachen Einträge in den Boden, die sehr stabil an bestimmte Bodenteilchen gebunden werden und deshalb auch nach langer Zeit noch Rückschlüsse auf die Nutzungen zulassen. Andere Einträge, wie Stickstoff, Calcium und Kalium werden schnell ausgewaschen, weshalb sie keine vergleichbaren Aussagen zulassen. Es können unterschiedliche Bodenhorizonte untersucht werden, da sich Phosphat nur langsam im Boden verlagern. Eine Datierung der Einträge ist nicht möglich. Voraussetzung für die archäologische Aussagekraft ist das Fehlen von deutlichen Phosphateinträgen jüngeren Datums und wesentlichen Umlagerungen von Boden.
Das Raster der Probenentnahme wird der zu untersuchenden Fläche angepasst. Es kann ein grobes Raster etwa zur Auffindung von Siedlungen und ein sehr enges Raster innerhalb von Gebäuden gewählt werden.